# Eurojet Airlines
EuroJet Airlines était une compagnie aérienne française basée sur l'aéroport international de Bâle-Mulhouse et assurant du transport à la demande de passagers de type charter, de transport cargo de fret et des vols d'affaires jusqu'à 12 personnes.

## Histoire

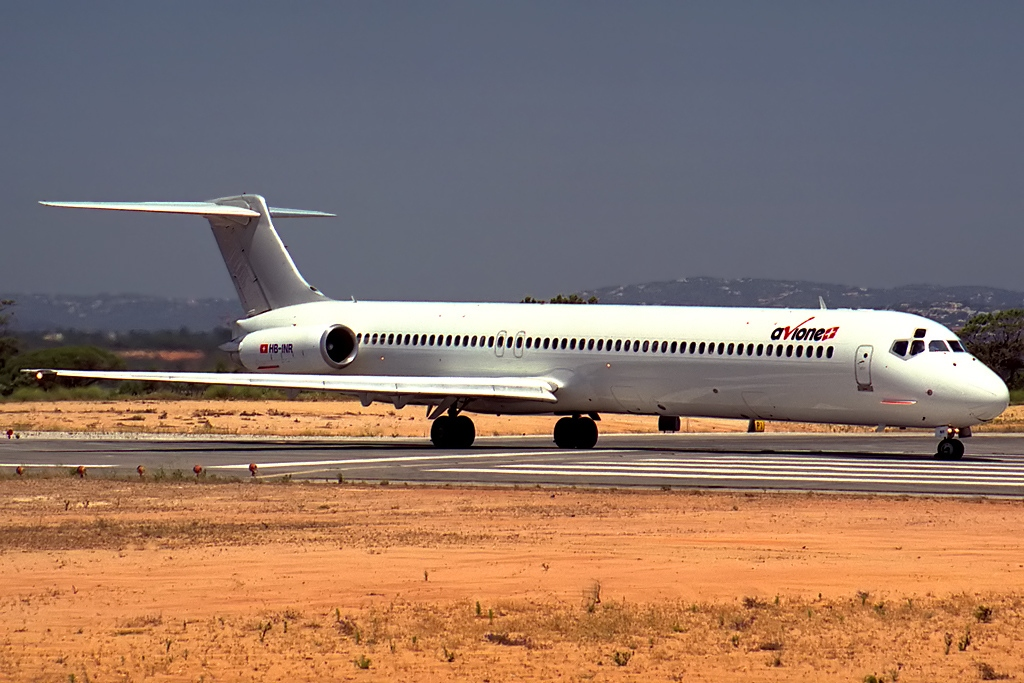
MD-82 HB-INR opéré par Eurojet Airlines pour le TO Avione

Eurojet Airlines est une compagnie aérienne qui a débuté en mars 2003 en proposant des vols charters à partir de l'aéroport de Bâle-Mulhouse vers toute l'Europe, des vols VIP en jet privé jusqu'à 12 places, ainsi que des services de gestion, partage et achat/vente d'avions privés.
Elle a été créée par trois actionnaires, Pierre-André Sabittoni, Vincent Toscani et Henri Lauras.
Elle est basée sur l'aéroport de Bâle- Mulhouse (Euroairport), installée au "terminal France".
Une équipe de pilotes de ligne expérimentée ainsi que des techniciens confirmés formaient l'ossature de la compagnie qui ont développé le projet Eurojet Airlines. 
EuroJet Airlines propose aux tours opérateurs les services du Boeing 737-400 version classe unique de 170 sièges sur les destinations touristiques d'Europe, du bassin méditerranéen et de l'Afrique du Nord dont Marrakech, l'Egypte, les Canaries et les Baléares et Dakar.
Eurojet Airlines ajoute à sa flotte dès l'automne 2003 les services d'un Boeing 767-300 capable de satisfaire les demandes des tours opérateurs sur les destinations inter continentales mais cette intégration ne verra jamais le jour.
Elle propose dès l'hiver 2003, une offre de vols long courrier" vers l'Amérique Latine, le Sri Lanka et les Maldives en exclusivité avec le tour-opérateur franco-suisse Avione.
EuroJet Airlines proposait également une offre charter cargo avec des appareils russes de la compagnie ACS , tous basés à l’aéroport d’Ostende en Belgique comme l'Antonov 26, d’un emport de 5,5 tonnes, un Antonov 74, biréateur d’un emport de 6 tonnes immatriculé UR-BYH, un Antonov 12 de 20 tonnes et l'ILIOUCHINE 76 immatriculé RA-76490 avec un emport de 45 tonnes.
L'inauguration de la compagnie intervenait le 16 septembre 2003 sur l'aéroport de Bale-Mulhouse.
La société britannique Natan Pasmo Air Ltd basée à Londres entrait au capital d'Eurojet, représenté par Antonbarbaro Pascarella.
La compagnie était liquidée à la suite de la cessation d'activité de son principal client, le tour-opérateur Avione.
Son Président-directeur général Pierre Sabittoni espérait reprendre dès le 15 mars 2004 avec de l'Airbus et non plus du Boeing, des activités régulières.

## Flotte
- Boeing 737-400 immatriculé F-GNAO[6].
- McDonnell Douglas MD-82 immatriculé HB-INR.